# Mark Mission e la torre di giada
Mark Mission e la Torre di Giada è un romanzo d'avventura del 2015 scritto da Luca Azzolini (per Giunti Editore). È ambientato in India ed è il primo capitolo della serie di Mark Mission.

## Trama
Costretto a trasferirsi in India contro la sua volontà per seguire il lavoro del padre, un noto ambasciatore, Mark Mission si trova d’improvviso immerso nel più grande mistero della storia: un segreto che ha più di dodicimila anni… Esiste un libro leggendario, nascosto da qualche parte nel mondo, chiamato il Libro delle Storie, in cui è custodito tutto il sapere dell’umanità. È un libro che fa gola a molti, che vorrebbero adoperarlo per i fini più malvagi. Proprio per questo, fin dalla notte dei tempi, è stato custodito da un’antica società segreta che ha giurato di difenderlo: la Confraternita dei Cantastorie. E la famiglia di Mark appartiene proprio a questa misteriosa confraternita.
Ma l’improvvisa scomparsa dei genitori di Mark, e l’arrivo di una sibillina e-mail criptata di nonno Matusalem, mettono in allarme il ragazzo che d’improvviso scopre la verità sulla sua famiglia. Qualcuno è sulle tracce del Libro delle Storie. Qualcuno vuole conoscerne i segreti e scoprire dov’è nascosto: la Antarika Corporation, una multinazionale guidata da uomini e donne senza scrupoli, pronti a tutto pur di piegare il mondo al proprio volere. Nel disperato tentativo di recuperare questo antico manufatto, prima che cada in mano a uno degli uomini d’affari più spietati del pianeta, il pericoloso Mr. Mann, Mark dovrà riunire i frammenti di una mappa perduta che celano il luogo in cui il Libro delle Storie è nascosto: e il primo frammento da rintracciare si trova proprio in India…  A Shambala, nella Terra degli Illuminati. È una regione nascosta tra le altissime vette dell’Himalaya, raggiungibile soltanto a rischio di grandi pericoli e compiendo sforzi sovrumani. Nella sua capitale, Kalapa, sorge la misteriosa Torre di Giada, posta nel cuore pulsante della capitale a custodia di un antico segreto: il primo frammento della mappa che in tanti stanno cercando.
Prima ostacolato e poi aiutato dal saccente e impacciato Leopold, dal fedele cane meticcio Jones, e da un'intraprendente e coraggiosa principessa sikh di nome Satya, alla quale sono stati rapiti il padre e i fratelli dagli emissari di Mr. Mann (per essere usati come schiavi durante il lungo viaggio verso Shambala), Mark dovrà fare affidamento su tutte le sue forza e sulla sua astuzia. Ma anche questo non basterà più quando si troverà davanti alla Torre di Giada: un luogo ricco d'insidie e trabocchetti, che solo gli Illuminati possono varcare.

## Premi
Nel 2016 il romanzo Mark Mission e la Torre di Giada è fra i libri finalisti della 28ª edizione del Premio Valtenesi (Narrativa per Ragazzi)

## Edizioni
- Luca Azzolini, Mark Mission e la torre di giada, Giunti Editore, maggio 2015,  p. 160, ISBN 978-88-09-80575-0.